# Fumatore di pipa
Fumatore di pipa è un dipinto a olio su tela (91 × 72 cm) realizzato nel 1891 circa dal pittore francese Paul Cézanne.
È conservato nel Museo dell'Ermitage di San Pietroburgo.
Il soggetto del dipinto è un giovane contadino, lavoratore alla residenza del Jas de Bouffan di proprietà della famiglia Cézanne, che accettò di posare dietro modesto compenso. Al giovane sono dedicate ben tre tele del pittore.